# 湖南艺术职业学院
28°10′30″N 112°56′13″E / 28.174928°N 112.93705°E
湖南艺术职业学院是湖南省长沙市岳麓区的一所专科高等学校。

## 历史
学校前身是1923年创立的湖南私立华中高级艺术职业学校。1951年，湖南省教育厅将学校改制为湖南省艺术学校，学校位于岳麓山下，这是湖南艺术职业学院的前身。1957年，学校更名为湖南省戏曲学校，1958年，学校下辖湖南艺术学院，1959年，湖南省戏曲学校并入湖南艺术学院，1964年，改名为湖南省戏剧学校，1976年，改称湖南省艺术学校，1979年，开设湖南省电影技工学校，1985年，学校更名为湖南省电影职工中专，1994年，学校改名为湖南省电影学校。2000年，湖南省电影学校和湖南省艺术学校正式合并，合并后称为湖南艺术职业学院。

## 教学机构
学校现设有6个专业学院和马克思主义学院、公共教学部（体育部）、湖南省艺术学校（中专部）等教学机构；共开设30个专业。
- 戏剧学院
- 音乐学院
- 舞蹈学院
- 设计艺术学院
- 数字产业学院
- 文化旅游学院
- 马克思主义学院
- 公共教学部（体育部）
- 湖南省艺术学校（中专部）[2]

## 学校文化

### 校训
德艺双馨 敢为人先

### 办学理念
围绕舞台，造就人才；立足文旅，服务社会

## 校际合作
湖南艺术职业学院和中央戏剧学院、北京电影学院、北京广播学院、北京舞蹈学院等高等本科院校建立了合作关系。

## 历任负责人
| 上任时间 | 下退时间 | 姓名   |
| -------- | -------- | ------ |
| 1951年   | 1953年   | 鲍训端 |
| 1953年   | 1957年   | 金汉川 |
| 1957年   | 1959年   | 齐雪亭 |
| 1959年   | 1961年   | 何春雨 |
| 1961年   | 1968年   | 郭耕夫 |
| 1961年   | 1969年   | 侯良   |
| 1977年   | 1981年   | 蒋文林 |
| 1981年   | 1983年   | 王少元 |
| 1983年   | 1986年   | 郭静秋 |
| 1985年   | 1991年   | 夏志元 |
| 1987年   | 1989年   | 王一飞 |
| 1989年   | 1994年   | 后柏川 |
| 1994年   | 2000年   | 周祥辉 |
| 1998年   | 2002年   | 易介南 |

## 知名校友
| - 左大玢 - 刘赵黔 - 贺小汉 - 杨霞 - 张也 - 瞿颖 - 黄卓 | - 刘晶 - 甘萍 - 吴军 - 曾媛 - 颜丹晨 - 舒高 - 雷佳 | - 王丽达 - 赵靓 - 肖青 - 白珊 |